# Aeroportul Internațional Cleveland Hopkins
Aeroportul Internațional Cleveland Hopkins (IATA: CLE, ICAO: KCLE, FAA LID: CLE) este un aeroport din Ohio, Statele Unite ale Americii ce deservește zona Cleveland. Aeroportul a fost tranzitat în 2023 de 9.868.868 de pasageri. A fost deschis în 1 iulie 1925 și numit după William R. Hopkins⁠(d).
Situat la o altitudine de 241 m, aeroportul dispune de 3 piste.

## Infrastructură

### Piste
Eroare Lua în Modul:Runway la linia 21: attempt to concatenate local 'surface' (a nil value)